# Cantabria Foot-ball Club
El Cantabria Foot-ball Club fue un club de fútbol de España, de la ciudad de Santander, Cantabria. Fue fundado en 1902 y desapareció ese mismo año.

## Historia
El 11 de agosto de 1902 un grupo de jóvenes se reúne para jugar el que sería el primer partido de fútbol en Cantabria del que se tiene noticia. El encuentro se disputó en el Hipódromo de La Albericia (Santander), pero al no haber un número suficiente de jugadores para formar dos equipos, el partido fue de nueve contra nueve. Tampoco hubo árbitro, y el resultado final fue 2-2. Al acabar el encuentro se reunieron los jugadores y llamaron al equipo Cantabria F.C.
El primer partido oficial del Cantabria lo disputaron entre sí los jugadores del club, divididos en dos equipos, el 1 de septiembre de 1902. Los equipos se distinguían por el color del lazo que portaban los jugadores, azul unos y rojo los otros (el uniforme consistía en camisa y pantalón blancos). En este partido actuó de árbitro Enrique Iglesias, hubo dos tiempos de treinta minutos y cinco minutos de descanso.
Ese mismo año, y por ausencia de sus componentes desaparece el club, pero algunos de ellos pasan a formar un nuevo club, el Santander Foot-ball Club. Más tarde, en 1915, el Santander F. C. desaparecería y la mayor parte de sus jugadores se integrarían en el Real Racing Club de Santander.